# ヘイズ (ゲームソフト)
『ヘイズ』（HAZE）は、スパイクより2008年5月22日世界同時発売のプレイステーション3用アクション・シューティングゲーム。

## 概要
近未来の戦場が舞台となっており、Mantel Corporation社が2つの勢力の兵士達に「Nectar」と呼ばれる薬物兵器を供給する事により、単なる銃撃戦から「Nectar」を駆使した戦術が必要となるE3 2007にて、最新トレイラーとゲームプレイムービーが公開された。Xbox 360・PC用の発売もアナウンスされていたが開発中止となった。

## 特徴
正面戦闘では無類の強さを誇るMantel側と、多彩な武器を用いた攪乱を得意とするゲリラ側に分かれる。
Mantel側は背中に一発死する弱点を常に抱えており、またそこを攻撃されたMantel兵士は錯乱し、敵味方の区別ができなくなるという特徴がある（NPCであれば一定時間暴走後死亡する）。
また、Mantel側はエネルギーの元であるNectarを融通しあうことができ、多様な戦い方ができた。
その他、プレイヤーが使用可能な乗り物も登場する。